# Distretto di Viengkham (Luang Prabang)
Il distretto di Viengkham è uno degli undici distretti (mueang) della provincia di Luang Prabang, nel Laos.